# Chardogne
Chardogne – miejscowość i gmina we Francji, w regionie Grand Est, w departamencie Moza.
Według danych na rok 1990 gminę zamieszkiwały 293 osoby, a gęstość zaludnienia wynosiła 23 osób/km² (wśród 2335 gmin Lotaryngii Chardogne plasuje się na 757. miejscu pod względem liczby ludności, natomiast pod względem powierzchni na miejscu 436.).